# Kanpur Kalapani
Kanpur Kalapani (nep. कानपुर कालापानी) – gaun wikas samiti w środkowej części Nepalu w strefie Bagmati w dystrykcie Kavrepalanchok. Według nepalskiego spisu powszechnego z 2001 roku liczył on 846 gospodarstw domowych i 4685 mieszkańców (2399 kobiet i 2286 mężczyzn).